# Trichoglottis tinekeae
Trichoglottis tinekeae är en orkidéart som beskrevs av André Schuiteman. Trichoglottis tinekeae ingår i släktet Trichoglottis och familjen orkidéer. Inga underarter finns listade i Catalogue of Life.